# 아이즈 지진
아이즈 지진(일본어: 会津地震)는 1611년 9월 27일에, 현재의 후쿠시마현 아이즈에서 발생한 지진이다. 지진 규모는 M6.9. 이 지진으로 약 3700명이 사망했다.